# Bedřich Pospíšil
Bedřich Pospíšil (27. listopadu 1881 Přerov – 14. září 1919 Praha) byl český a československý organizátor katolické tělovýchovy, politik a meziválečný poslanec Revolučního národního shromáždění za Československou stranu lidovou.

## Biografie
Původním povoláním byl strojní inženýr. Nejprve působil jako středoškolský učitel v rodném Přerově, později jako strojní inženýr v Praze u firmy Breitfeld a Daněk. Byl odborníkem na stavbu cukrovarů. Roku 1919 se stal předsedou okresní organizace ČSL v Karlíně a členem obecního zastupitelstva v tomto tehdy ještě samostatném městě.
Angažoval se v katolickém politickém táboře. Je považován (spolu s Aloisem Tylínkem) za jednoho ze zakladatelů katolické tělovýchovy, konkrétně spolku Orel. Jeho přičiněním byla svolána takzvaná žofínská porada, na které bylo rozhodnuto obnovit tělovýchovné hnutí Orel v Praze. Dodnes se jedna ze žup Orla nazývá Župou Pospíšilovou.
V letech 1918–1919 zasedal v Revolučním národním shromáždění za Československou stranu lidovou. Byl profesí inženýrem.
Zemřel předčasně v 38 letech na tyfus.